# نسوددن
نسوددن (به لاتین: Nesodden) یک شهرداری در نروژ است که در آکرشوس واقع شده‌است. نسوددن ۶۱ کیلومتر مربع مساحت و ۱۶٬۵۴۱ نفر جمعیت دارد.

## تاریخچه
برای تقریبا ۱۰٬۰۰۰ سال پیش مردم برای اولین بار در توِاُسن (به لاتین:Toåsen) در نسوددن به ساحل رفتند. در آن زمان، سطح آب حدود ۱۹۰ متر بالاتر بود و تنها بلندترین بخش‌های نسوددن از دریا بیرون زده بودند. در این شبه‌جزیره همچنین چندین یافته‌ی باستان‌شناسی از محل‌های سکونت و ابزارهای سنگی کشف شده که نشان‌دهنده‌ی فعالیت در دوران سنگی قدیم و جدید است. در بخش بزرگی از این دوره، شکار، ماهیگیری و دامداری از مهم‌ترین روش‌های تأمین معاش بودند، که این موضوع به شکل غیرمعمولی از طریق یافتن استخوان‌های ماهی، پرنده و پستاندار در مرحله نُست‌وت (به لاتین: nøstvetfasen) در اسککلِفالد (به لاتین: Skoklefald) در نسودن به خوبی نمایان است. احتمالاً کشاورزی در ابتدای دوره‌ی سنگی جدید در این شبه‌جزیره آغاز شده، اما کشاورزی پایدار و دائمی احتمالاً حدود ۲٬۳۵۰ قبل از میلاد تثبیت شده است.
در طول جنگ جهانی دوم، نسوددن محل استقرار یک باتری ضدهوایی عملیاتی بود که توسط یک یگان ۲۴۰ نفره از لوفت‌وافه (نیروی هوایی آلمان) اداره می‌شد. علاوه بر باتری ضدهوایی، این یگان همچنین مسئولیت گروهی از اسرای جنگی روسی را که در واردن مستقر بودند، بر عهده داشت.

## نام
به احتمال زیاد، در ابتدا نام کل شبه‌جزیره نسودن به سادگی «نس» بود و تنها نوک شمالی آن به عنوان «اودن» شناخته می‌شد. اما از همان دوران قرون وسطی، نام «نسودی» برای بخش بزرگ‌تری از نسودن به کار می‌رفت و به ندرت به صورت معین «نسودین» استفاده می‌شد. این تغییر احتمالاً به دلیل نیاز به تمایز این منطقه از سایر مکان‌های متعددی که «نس» نامیده می‌شدند، رخ داده است. از آنجا که نوک شمالی دیگر نمی‌توانست به طور خاص مشخص شود، به تدریج «نسودتانگن» نامیده شد. این نام به عنوان مثالی کمی غیرمعمول برای تغییر نام مطرح می‌شود، زیرا هر یک از اجزای آن، یعنی «نس»، «اوده» و «تانگ»، تقریباً معنای یکسانی دارند.

## پیشینه فعالیت‌های اقتصادی
کشاورزی، جنگلداری و ماهیگیری برای تأمین نیازهای خانگی، از جمله رایج‌ترین فعالیت‌های اقتصادی در نسوددن در گذشته بودند. مزارع بیشتر در سمت شرقی شبه‌جزیره قرار داشتند. تنها در بخش جنوبی، شرایط مناسب برای کشاورزی در سمت غربی وجود داشت. در سال ۱۸۰۱، ۴۸ خانه رعیتی در این منطقه وجود داشت. بقایای بسیاری از این خانه‌های قدیمی هنوز در جنگل‌ها و در امتداد ساحل یافت می‌شود. علاوه بر این، فعالیت‌هایی مانند سوزاندن نمک و استخراج یخ نیز انجام می‌شد. سوزاندن نمک به معنای استخراج نمک از طریق جوشاندن آب دریا بود و این فعالیت به دلیل شوری بالای آب در بونه‌فیوردن(به لاتین: Bunnefjorden)  و دسترسی خوب به چوب برای سوخت، امکان‌پذیر بود. یکی از کارگاه‌های نمک‌سوزی در کیرک‌ویکا (به لاتین: Kirkevika)، کمی پایین‌تر و به سمت شمال‌شرقی کلیسای نسودن قرار داشت. همچنین، تولید جاروب‌های دستی به یک فعالیت جنبی مهم تبدیل شده بود و شهر کریستیانیا (اسلو کنونی) به عنوان مثال، با جاروب‌هایی که از نسوددن تأمین می‌شد، معروف بود که این امر باعث شهرت روستا به عنوان «روستای جاروب» شد.

## فرهنگ و فعالیت‌های تفریحی
محل هزاره شهرداری نسودن گالری Vanntårnet و منطقه اطراف آن است. به همین مناسبت، این منطقه پاکسازی شد، نیمکت‌هایی قرار داده شد و مسیر پیاده‌روی جدیدی که به نام “Tårnstien” نامگذاری شد، پس از یک مسابقه در میان دانش‌آموزان دبیرستانی ایجاد شد. جشن هزاره در این منطقه برگزار شد و ۲۰۰۰ بادکنک رها شد که هرکدام حاوی پیامی از نسودن بودند. بسیاری از این بادکنک‌ها در بوهوسلن یافت شدند.
نسودن چندین کارگاه موسیقی دارد و جوانان از نسودن به طور منظم در جشنواره ملی سالانه فرهنگی جوانان شرکت می‌کنند، جایی که جوانان تا سن 20 سال می‌توانند با آثار فرهنگی خود شرکت کنند.
از موسیقیدانان مشهور نسودن می‌توان به خواهر و برادر دیوید کوشرون (ویولن) و جولی کوشرون (پیانو)، خواننده ترین راین، گروه پاپ Fra Lippo Lippi، و ویولنیست الکساندر ریباک (برنده Kjempesjansen ۲۰۰۶ و مسابقه یوروویژن ۲۰۰۹)، همچنین اعضای گروه‌های موسیقی دیگری مانند deLillos، Turboneger و Satyricon اشاره کرد. رپر Oral Bee نیز در آثار خود به کرات به نسودن اشاره می‌کند.
نسودن دارای یک جامعه فعال در زمینه هنرهای تجسمی و هنرهای کاربردی است که در پارک نسود، یک خانه سالمندان تعطیل شده را مدیریت می‌کند.
انجمن هنری نسودن از گالری Vanntårnet در Tangenåsen استفاده می‌کند. این انجمن فعالیت‌های مختلف عضویتی و حدود ۱۰ نمایشگاه در سال را در این مکان خاص برگزار می‌کند.

## فعالیت‌های فضای باز در نسوددن
نسودن دارای مناطق مناسبی برای فعالیت‌های فضای باز هم در جنگل و هم در کنار دریا است. جهت‌یابی در طبیعت یکی از فعالیت‌های بسیار محبوب در این منطقه است. هر ساله، سازمان TurNIFsen مکان‌های جدیدی را در جنگل‌های نسودمارکا برای جهت‌یابی مشخص می‌کند. نسودن همچنین دارای شبکه‌ای توسعه‌یافته از مسیرهای پیاده‌روی و دویدن (برخی با نورپردازی و برخی بدون نورپردازی)، یک میدان تیراندازی، چندین زمین فوتبال (از جمله یک زمین با چمن مصنوعی) و زمین‌های تنیس، تیم فوتبال (که از سال ۲۰۱۱ تا ۲۰۱۳ در دسته دوم بازی می‌کرد)، زمین‌های ATV، مسیرهای مسابقه موتورسیکلت، باشگاه بدمینتون، انجمن قایقرانی و همچنین زمین‌های اسکیت در زمستان است. علاوه بر این، یک پیست اسکی کوچک نیز در نسودن وجود دارد.
در سالن‌های ورزشی مدارس، هر شب تمرینات و مسابقات مختلفی در زمینه‌های ورزش‌های رزمی، ورزش‌های توپ و دیگر رشته‌های ورزشی برگزار می‌شود.

## شهرهای خواهرخوانده
شهرهای سلتیارنارنس و بخش هوگناس خواهرخوانده‌های نسوددن هستند.